# Семитски језици
Семитски језици, раније такође познати као сиро-арабијски језици, група су сродних језика који воде порекло из западне Азије. Ове језике говори преко 470 милиона људи у западној Азији, северној Африци, Сомалији, Џибутију, Еритреји и Етиопији, као и у често великим имигрантским заједницама у Северној Америци, Европи и Аустралазији. Они припадају афроазијској језичкој породици. Најзаступљенији семитски језик јесте арапски, којим говори око 300 милиона људи, потом амхарски са 22 милиона говорника, затим хебрејски којим говори око 7 милиона људи, тигриња језик са 6,5 милиона говорника, арамејски који броји приближно 575.000 до једног милиона говорника, и малтешки (483.000 говорника).
Семитски језици се појављују у писаном облику од врло раног историјског датума, а источносемитски акадски и еблајски текстови (писани алфабетом прилагођеним из сумерског клинописа) јављају се од 30. века п. н. е. и 25. века п. н. е. у Месопотамији, у северном Леванту. Једини раније атестирани језици су сумерски, еламитски (2800. п. н. е. до 550 године пне) (оба су језички изолати), египатски и неразврстани лулуби из 30. века п. н. е.

## Порекло
Семитски језици су се у писаној форми појавили веома рано, у 3. веку пре нове ере, у Месопотамији и северном Леванту са акадским и еблаитским текстовима. Назив семитски по први пут су употребили немачки оријенталисти Август Лудвиг фон Шлецер и Јохан Готфрид Ајнхорн, крајем 18. века како би означили арапски, арамејски и хебрејски језик.
Лудвиг фон Шлецер је овај термин извео из имена Сем, једног од три Нојева сина. Пре Шлецера, ови језици су у европској литератури били познати као оријентални језици. У 19. веку, термин семитски постаје конвенционалан, али су понеки писци користили назив сирско-арабљански.
Семитски језици су коренски језици, што значи да се у корену сваке речи налазе три консонанта, а понекад и четири, који су и носиоци значења, односно смисла речи. Појмови се ређе граде додавањем суфикса и префикса, а чешће убацивањем кратких и дугих вокала између коренских консонаната. На пример, у арапском језику корен k-t-b носи значење „писати“. Од овог корена речи се граде додавањем вокала, на пример: kitāb „књига“, kutub „књиге“, kātib „писац“, yaktubu „он пише“, kataba „он је писао“, итд.
Речи у семитским језицима деле се на глаголе, имена и честице.
Семитски језици су веома блиски, ближи него индоевропски један другом, с обзиром на то да у неким групама семитских језика постоје укрштања разних особина, зато њихову поделу вршимо на основу њиховог географског положаја. Зато, унутар семитских језика проналазимо три велике групе:
- Североисточносемитски језици
- Северозападносемитски језици
- Југозападносемитски језици

## Североистичносемитски језици
- Акадски језик
- Асирски језик
- Вавилонски језик

Једни од најстаријих писаних трагова у историји човечанства сачувани су управо на акадском језику којим су тада говорили Асирци и Вавилонци, односно становници древне Месопотамије. Око другог миленијума пре нове ере, акадски језик се раздвојио у две гране, језака или дијалекта: асирски и вавилонски.

## Северозападносемитски језици
У ову групу спадају језици данашње Палестине и Сирије, а чине је:
- Канаански језици
- Арамејски језици

Канаански језици настали су крајем 2. миленијума пре нове ере, а деле се на:
- Хебрејски језик
- Фенички језик, који је био у употреби од 10. до 1. века пре нове ере
- Моабитски језик, који се употребљавао у 9. веку

Хебрејски језик је језик Јевреја, уобличио се из старојеврејских племенских дијалеката крајем 2. миленијума пре нове ере.
Класичним хебрејским језиком написан је највећи део Старог Завета, а Деборина песма јесте најстарији споменик на хебрејском језику.
У 19. веку настао је новохебрејски језик, и он постаје службени језик државе Израел након њеног формирања 1948. године.
Арамејске језике делимо на три групе:
- Арамејски језик
- Западноармејски језик
- Источноармејски језик

Арамејски језик грубо можемо поделити на три временске етапе: староарамејски (10–8. век пре нове ере), класични или царски арамејски (7–5. века п. н. е.) и библијско-арамејски (5–2. век п. н. е.), на којем је написан и део Старог Завета. Године 500. нове ере, персијски император Дарије проглашава арамејски језик службеним језиком западног дела свог царства. Од тада па до 7. века н. е., арамејски језик ће суверено владати Левантом и Месопотамијом.
Западноарамејски језик делимо на:
- Набатејски језик (1. век пре нове ере – 3. век нове ере)
- Палмирски (1. век п. н. е. – 3. век н. е.)
- Јудеопалестински језик (1. век н. е.)
- Самарићански језик (4. век н. е.)
- Хришћанскопалестински језик (5–8. век н. е.)

Источноарамејски језик делимо на:
- Сиријачки језик (3–13. век н. е.)
- Вавилонски арамејски језик (5–6. век н. е.)
- Мандејски језик (3–8. век н. е.)

## Југозападносемитски језици
Подручје настанка југозападних семитских језика је Арабљанско полуострво и они се деле на:
- Арапски језик
- Етиопски језик

Арапске језике делимо на јужне арапске језике (сабејски, минејски, хадрамаутски и асуански језик) и северноарапски језик, односно арапски језик.
Етиопски језици се деле на језик геез, који је био у употреби око првог века нове ере и модерне семитске језике Етиопије, а то су језик харари, језик тигриња и амхарски језик.

## Живи семитски језици и број њихових говорника
| језик                      | говорници   |
| -------------------------- | ----------- |
| Арапски                    | 206,000,000 |
| Амхарски                   | 27.000.000  |
| Тигриња                    | 6.700.000   |
| Хебрејски                  | 5.000.000   |
| Новоарамејски              | 2.105.000   |
| Силте                      | 830.000     |
| Тигре                      | 800.000     |
| Себат бет гураге           | 440.000     |
| Малтешки                   | 371.900     |
| Савремени јужно арабљански | 360.000     |
| Инор                       | 280.000     |
| Содо                       | 250.000     |
| Харари                     | 21.283      |